# Aba (Nigéria)
Aba iparváros Nigériában, a Niger folyótól keletre fekvő Abia szövetségi állam székhelye. Gazdasága gyorsan növekszik, ez annak is köszönhető, hogy sok nagy állami és magáncég ide tették át székhelyét a korábbi fővárosból, Lagosból. A város a Niger deltatorkolata és Port Harcourt olajmezői közelben, az Aba folyó mellett fekszik, legfontosabb iparágai: cementgyártás, textil-, műanyag-, cipő-, élelmiszer- és vegyipar. Becsült lakossága 2006-ban 930 000 fő. (Abia állam összlakossága mintegy 4 200 000 fő). Anglikán püspöki székhely.

## Történelem
A településen az ibo népcsoport van többségben. A britek a 19. században hozták létre a kolóniát. 1901-ben az angolok katonai támaszpontot létesítettek itt, majd 1915-ben vasútvonali kapcsolatot létesítettek Aba és Port Harcourt között. A vasúton főleg mezőgazdasági terményeket szállítottak Abától a kikötővárosba. 1929-ben a város női lakossága felkelt a britek adópolitikája ellen. 1967-ben, miután az év októberében a nigériai kormányerők bevették a szakadár Biafra fővárosát, Enugut, átmenetileg Aba lett az ideiglenes székhelye a szakadár állam kormányának.